# 橘蓮二
橘 蓮二（たちばな れんじ、1961年6月5日 - ）は、カメラマン・演芸写真家・演芸プロデューサー。

## 人物
埼玉県出身。写真と出会ったのは高校の写真部。系列大学に進学せず写真専門学校に進学したが中退。カメラマンの小野麻早に師事した後、1986年フリーランスとしてカメラマンのキャリアをスタート。
1989年に第一回『期待される若手写真家20人展』(パルコ)に選出。
1995年から上野鈴本演芸場の楽屋に通い、1996年写真集「おあとがよろしいようで」（ちくま文庫）を発行。
人物写真を中心に撮影、寄席演芸写真家として評価を得る。
2015年から、落語会のプロデュースも手掛ける。
2023年からは、落語協会所属者のプロフィール写真の撮影を担当。
ちなみに、「蓮二」という名前はペンネームであり、「レンズ」という言葉をもじったものである。　
好物は洋菓子、特に生クリーム。

## 著作

### 演芸・伝統芸能関連
特記が無いものは写真・撮影担当。
- 写真集　おあとがよろしいようで―東京寄席往来（1996年10月、ちくま文庫）監修：高田文夫　ISBN 9784480031990
- 当世人気噺家写真集　高座の七人（2001年12月、講談社文庫）文：吉川潮 ISBN 9784062733373
- 狂言の自由―茂山逸平写真集（2002年10月、講談社文庫）ISBN 9784062735735
- 狂言日和―茂山狂言の世界（2003年7月、ぴあ）ISBN 9784835600703
- 笑芸人叢書 笑顔の自由―ＴＯＫＹＯ芸人気質（2003年10月、白夜書房）監修：高田文夫 ISBN 9784893678874
- 六顔万笑―「六人の会」フォト・インタビュー集（2004年2月、近代映画社）著：六人の会  構成：小野幸恵 ISBN 9784764820043
- 笑芸人叢書 寄席・芸人・四季（愛蔵版）―橘蓮二写真集（2004年4月、白夜書房）編：高田文夫 ISBN  9784893679321
- いろものさん（2006年3月、河出書房新社）編・文：高田文夫 ISBN  9784309268804
- 高座のそでから（2006年4月、ちくま文庫）ISBN 9784480422118
- 花緑がナビする大人の落語ことはじめ（2006年5月、近代映画社）文：柳家花緑＋小野幸恵 ISBN 978-4764820807
- 京都の狂言師　茂山家の人びと（2006年11月、淡交社）文：小佐田定雄、立川志の輔　 ISBN  9784473033758
- 高座―橘蓮二写真集（2007年6月、河出書房新社）ISBN 9784309269481
- 落語十一夜（2008年5月、講談社）ISBN 978-4-06-214567-1
- 立川談志―橘蓮二写真集 噺家 (2009年8月、河出書房新社）ISBN 9784309615011
- 柳家小三治―橘蓮二写真集 噺家（2009年10月、河出書房新社）ISBN 9784309615028
- 立川志の輔―橘蓮二写真集 噺家（2009年12月、河出書房新社）ISBN 9784309615035
- 春風亭昇太―橘蓮二写真集 噺家（2010年2月、河出書房新社）ISBN 9784309615042
- 立川談春―橘蓮二写真集 噺家（2010年4月、河出書房新社）ISBN 9784309615059
- カメラを持った前座さん（2013年8月、ちくま文庫）ISBN 9784480430779
- この芸人（ひと）に会いたい―観て、撮って、書いた。旬の芸人・落語家たち（2014年6月、河出書房新社）ISBN 9784309275017
- いつも心に立川談志（2015年7月、講談社）文：立川談四楼 ISBN 9784062195904
- らくごころ　落語心―十人のキーパーソンに訊く演芸最前線（2016年1月、ぴあ）執筆：入江弘子、阿久根佐和子、松尾美矢子 ISBN 9784835628738
- 夢になるといけねぇ(2016年11月、河出書房新社）ISBN 9784309277851
- 本日の高座―演芸写真家が見つめる現在と未来（2018年5月、講談社）ISBN  9784065119938
- MEDIA HOUSE MOOK Pen+ 蓮二のレンズ - 演芸写真家・橘蓮二が切り取る世界（CCCメディアハウス、2019年9月）ISBN 9784484147680 ＊電子版あり
- 喬太郎のいる場所―柳家喬太郎写真集（CCCメディアハウス、2020年7月）ISBN 9784484202211
- 落語の凄さ（2020年9月、PHP新書）＊対談集 ISBN  9784569852843 ＊電子版あり
- 生らくごのススメ（2021年1月、小学館） 著：広瀬和生 ISBN 9784778035631
- 噺家 小三治（2022年11月、河出書房新社）＊編・写真  ISBN 9784309256818
- 演芸場で会いましょう―本日の高座〈その２〉(2023年4月、講談社）ISBN 9784065313114 ＊電子版あり
- 演芸写真家（2025年7月、小学館） ISBN 978-4096825020

### 演芸・伝統芸能以外の写真集・書籍
◎は「たちばな れんじ」名義
- 東京ねこ景色（2010年8月、ちくま文庫）ISBN  9784480427465
- ◎ずーっといっしょ（2011年3月、小学館）文：石津ちひろ ISBN 9784097264392
- ◎どうぶつぶつ（2012年9月、パルコ出版）言葉：リリー・フランキー ISBN 9784891949792
- ◎おひるね動物園（2014年11月、河出書房新社）ISBN 9784309275451